# 高突勃
高突勃（韓語：고돌발），高句丽末期武将。
645年（高句丽宝藏王四年、唐太宗贞观十九年），唐朝进攻高句丽，相继攻克盖牟城（今辽宁省抚顺市新抚区劳动公园古城）、辽东城（今辽阳市）后，进逼白岩城（今灯塔市西大窑镇燕州城）。高句丽渊盖苏文紧急调遣乌骨城（今凤城市东南）的一万高句丽军前往救援。战斗中，唐军先锋总管契苾何力率领铁勒骑兵与高句丽军交锋，高突勃用长枪刺伤契苾何力，使其身负重伤。随后唐太宗大军抵达，白岩城城主孙代音投降，高突勃被俘。唐太宗亲自为契苾何力敷药，欲派使者令高突勃自杀，契苾何力进言：“此人为主尽忠，挺剑刺敌，乃忠义之举。犬马尚知报主，何况于人？”最终获释。